# NGC 2619
NGC 2619 је спирална галаксија у сазвежђу Рак која се налази на NGC листи објеката дубоког неба.
Деклинација објекта је + 28° 42' 18" а ректасцензија 8h 37m 32,6s. Привидна величина (магнитуда) објекта NGC 2619 износи 12,6 а фотографска магнитуда 13,4. Налази се на удаљености од 54,7000 милиона парсека од Сунца. NGC 2619 је још познат и под ознакама UGC 4503, MCG 5-21-2, CGCG 150-8, IRAS 08345+2852, PGC 24235.